# Jack Markell
Jack Markell (ur. 26 listopada 1960 w Newark) – amerykański polityk, członek Partii Demokratycznej. Od 20 stycznia 2009 do 17 stycznia 2017 pełnił urząd gubernatora stanu Delaware.
Ukończył studia ekonomiczne na Brown University, a następnie uzyskał dyplom MBA na University of Chicago. Po studiach rozpoczął karierę w biznesie. Pracował w banku First Chicago Corporation, firmie doradczej McKinsey and Co., a także w firmie Comcast, będącej czołowym amerykańskim operatorem telewizji kablowej. Bezpośrednio przed przejściem do polityki był wiceprezesem spółki telekomunikacyjnej Nextel.
W 1998 został wybrany na stanowisko skarbnika stanowego Delaware. W 2002 i 2006 uzyskiwał reelekcje. W połowie 2007 ogłosił zamiar ubiegania się o urząd gubernatora, w miejsce przechodzącej na emeryturę Ruth Ann Minner. Delaware jest stanem tradycyjnie zdominowanym przez Demokratów, dlatego od właściwych wyborów ważniejszy był wynik prawyborów w łonie tej partii. Markell pokonał w nich faworyzowanego początkowo wicegubernatora Johna Carneya. Następnie bez większych trudności wygrał z kandydatem Republikanów, Williamem Swainem Lee. Markell jest również aktualnym przewodniczącym Stowarzyszenia Gubernatorów Demokratów.
Jest żonaty i ma dwoje dzieci. Wyznaje judaizm.
Będąc gubernatorem stanu Delaware zezwolił na przeprowadzenie dwóch egzekucji skazanych na śmierć morderców.